# Nature morte à l'estampe japonaise
Nature morte à l'estampe japonaise est un tableau du peintre français Paul Gauguin réalisé en 1889. Cette toile est conservée au musée d'Art contemporain de Téhéran en Iran.